# 리리리
리리리(중국어: 黎莉莉, 병음: Lí Lìlì, 한자음: 이려려, 본명: 첸전전(중국어 간체자: 钱蓁蓁, 정체자: 錢蓁蓁, 병음: Qián Zhēnzhēn), 1915년 6월 2일 ~ 2005년 8월 7일)는 중화인민공화국의 배우, 가수이다.

## 영화
- 우정세월 (2000년)
- 와호장룡 (2000년)
- 소오강호 - 96년 시리즈 (1996년) - 영중칙 역
- 재세정미료 (1995년)
- 소림노조 (1995년)
- 정장정부자금 (1995년)
- 비각칠 2 (1994년)
- 1/3 정인 (1993년)
- 백련사신 (1993년)
- 흑표천하 (1993년)
- 오월앵진 (1992년)
- 신탐마여룡 (1991년)
- 롼링위 (1991년)
- 지존소자 (1989년)
- 벽력십걸 (1985년)
- 오랑팔괘곤 (1983년)
- 신조협려 (1982년)
- 단정로 (1981년)
- 사조영웅전 3 (1981년)
- 파계대사 (1981년)
- 용자무구 (1981년)
- 경망쌍웅 (1981년)
- 사제출마 (1980년)
- 풍류단검소소도 (1979년)
- 무초승유초 (1979년)
- 란두하 (1979년)
- 소십일랑 (1978년)
- 당랑권법 (1978년)
- 비도권운산 (1978년)
- 백옥노호 (1977년)
- 홍희관 (1977년) - 방영춘 역
- 육아채여황비홍 (1976년) - 육아채 무관의 여제자 역
- 소잡종 (1973년)
- 경찰 (1973년)
- 대도왕오 (1973년)
- 분노청년 (1973년)
- 대결투 (1973년)
- 유협아 (1970년)
- 13인의 무사 (1970년)
- 철선공주 (1966년)